# Camilo Alonso Vega
Camilo Alonso Vega (Ferrol, La Corunya, 29 de maig de 1889 - Madrid, 1 de juliol de 1971) va ser un militar, capità general de l'Exèrcit espanyol, que va participar en la Guerra Civil en el bàndol nacional ocupant posteriorment alts càrrecs durant la dictadura militar, destacant com a ministre de la Governació. Pel seu caràcter aspre i tossut, va ser conegut amb el malnóm de «Don Camulo».

## Biografia
Paisà i amic íntim del dictador i general insurrecte Francisco Franco i company de promoció militar (1907-1910) a l'Acadèmia d'Infanteria de Toledo –que en aquell temps manava el coronel José Villalba Riquelme–, va participar en la Guerra del Marroc sota el seu comandament. Veterà de les campanyes africanes des de 1912 i oficial de la Legió en 1920.
Es va casar el 1924 amb Ramona Rodríguez Bustelo (Noreña, Astúries, 1895 - Madrid, 1983), filla d'un dels pioners de la indústria càrnia, Justo Rodríguez Fernández, fundador de la Fábrica La Luz. Camilo fou nomenat Fill Adoptiu de Noreña, pel Ple Municipal de 1937-1939 en la sessió del 24 de febrer de 1939, i posteriorment va rebre la Medalla d'Or de l'Ajuntament (Ple Municipal, 1948-1955; pàg. 295; C.29-1; del 21 de maig de 1955), entre altres coses se li coneix la seva influència per portar a bona fi la construcció del mercat local en 1957 i l'institut de formació professional. Fins al 2009 Noreña mantenia un carrer amb el seu nom, que ara ha passat a denominar-se calle de la Libertad.
El 1936 era tinent coronel d'infanteria i cap del batalló de guarnició a Vitòria, ciutat que fermament es va unir a la revolta militar que va donar origen a la Guerra Civil Espanyola, i va dirigir la revolta militar a Àlaba (que va triomfar) i la subsegüent repressió organitzada contra els lleials a la República. Al capdavant de la columna que portava el seu nom es va distingir en la defensa de Villarreal d'Àlaba on va ser ferit per primera vegada. Va passar posteriorment a manar la IV Brigada de Navarra convertida al final de la campanya del Nord en IV Divisió de Navarra i va participar activament en totes les grans batalles de la Guerra Civil: Brunete; Terol-Alfambra; Ofensiva d'Aragó; Maestrat; Llevant; Ebre i Catalunya.
El 15 d'abril del 1938 les avantguardes de la IV Divisió de Navarra al comandament de Camilo Alonso Vega arriben al Mediterrani a les aigües de Vinaròs, i així van complir l'objectiu de tallar l'Espanya republicana en dues. El 1957, en reconeixement del seu paper en la «liberación» de Vinaròs, el general insurrecte va ser nomenat alcalde d'honor de la ciutat per la Comisión municipal permanente. El 4 de febrer del 1939 va ocupar Girona, després de dies de bombardejos.
Va ser ascendit a general de brigada, després del final de la Guerra Civil, encarregat dels camps de concentració de la dictadura. El 1939 va ser nomenat Director General d'Ensenyament Militar de l'Exèrcit de Terra i l'any següent sotssecretari de l'Exèrcit de Terra. El 1940
és nomenat Cavaller de l'Orde de Sant Llàtzer de Jerusalem amb el grau de Gran Creu. El 1942 va ser nomenat procurador en Corts, càrrec que va omplir fins al 1969. El 1943 esdevé director general de la Guàrdia Civil, fins a 1955. En aquesta funció, entre d'altres, va actuar contra la invasió dels maquis. L'èxit d'aquesta operació li va suposar el sobrenom de Director de Ferro, a causa de la dura disciplina que imposava. Del 1957 al 1969 va ser ministre de la Governació. El 1962, en una trobada amb Josep Maria Castellet que va assajar intercedir —en va— per Max Cahner, exiliat, Alonso va dir: «Tots els catalans són separatistes. Si pogués els fotria tots a fora, però no puc, perquè malgrat ells, són espanyols».
El 1969 va reprimir amb vehemència la revolta dels estudiants i al mateix anys va ser promogut capità general, grau militar que únicament van aconseguir en vida el propi Francisco Franco i Agustín Muñoz Grandes. Al marc de la Llei de Memòria Històrica a poc a poc, se li retiren els honors i les distincions rebuts durant la dictadura, com a Vila-real i Noreña tot i que a Santander entre d'altres el 2016 una avinguda central encara porta el seu nom.